# Julian Schnabel
Julian Schnabel (n. 26 octombrie 1951 la New York, SUA) este un artist american și producător de film. În anii 1980, Schnabel a intrat în atenția presei internaționale datorită "tablourile sale tip-placă", picturi realizate pe plăci rupte de ceramică.
A studiat la Universitatea din Houston și la Muzeul Withney de Artă Americană.
Schnabel a regizat Before Night Falls, pentru care Javier Bardem a fost nominalizat la premiul Oscar, și The Diving Bell and the Butterfly,  care a fost nominalizat la patru premii Oscar.
Schnabel a câștigat premiul pentru cel mai bun regizor la Festivalul de Film de la Cannes din 2007, și Globul de Aur, de asemenea premiul BAFTA, un premiu César, două nominalizări la Leul de Aur și una la Premiul Oscar.

## Filmografie
- Basquiat (1996)
- Before Night Falls (2000)
- The Diving Bell and the Butterfly (2007)
- Lou Reed's Berlin (2007)
- Miral (2010)